# 3614 Jackson Highway
3614 Jackson Highway è il sesto album in studio da solista della cantante statunitense Cher, prodotto da Jerry Wexler, Tom Dowd e Arif Mardin e pubblicato sul mercato nell'estate del 1969.

## Descrizione
Questo disco, pubblicato per la prima e ultima volta con la Atco Records, è sicuramente il suo progetto più ambizioso (almeno per gli anni 60) ed era stato concepito per riportare Cher in vetta, dopo un periodo di crisi; l'album però, non piacque al pubblico e raggiunse un deludente 160 nella classifica americana di Billboard. Dal disco fu estratto un solo singolo, "For What It's Worth" che non ebbe successo.
Ma se il responso del pubblico fu scarso, la critica ne rimase estasiata e lo giudicò come uno dei suoi migliori album; elemento sorprendente del disco, la voce di Cher, che mostrò una maturità incredibile rispetto ai precedenti lavori; ma anche l'aggiunta di molti strumenti musicali (che dettero al disco sonorità Rock) e le incredibili capacità poliedriche di Cher nell'interpretare successi di altri artisti.
Il titolo è dovuto all'indirizzo Muscle Shoals Sound Studio a Sheffield in Alabama dove il disco fu registrato.

## Tracce
1. For What It's Worth – 2:22 (Stills)
2. (Just Enough To Keep Me) Hangin' On – 3:18 (Mize)
3. (Sittin' On) The Dock Of The Bay – 2:41 (Cropper, Redding)
4. Tonight I'll Be Staying Here with You – 3:08 (Dylan)
5. I Threw It All Away – 2:49 (Dylan)
6. I Walk On Guilded Splinters – 2:32 (Creaux)
7. Lay, Baby, Lay – 3:36 (Dylan)
8. Please Don't Tell Me – 3:36 (Quillen, Smith)
9. Cry Like A Baby – 2:46 (Oldham, Pennington)
10. Do Right Woman, Do Right Man – 2:46 (Moman, Pennington)
11. Save The Children – 2:54 (Hinton)

## Classifica
| Classifica (1969)           | Posizione raggiunta |
| --------------------------- | ------------------- |
| United States Billboard 200 | 160                 |